# União de grafos
A união de dois grafos é definida como: Para dois grafos com conjuntos disjuntos de vértices (não são iguais) V1 e V2 (e daí conjuntos disjuntos de arestas), sua união disjunta é o grafo U(V1 ∪ V2, E1 ∪ E2)).
É uma operação comutativa e associativa (para grafos não-etiquetados).